# Paralcis subochrea
Paralcis subochrea är en fjärilsart som beskrevs av W. Warren 1896. Paralcis subochrea ingår i släktet Paralcis och familjen mätare. Inga underarter finns listade i Catalogue of Life.